# Vejen Kunstmuseum
Vejen Kunstmuseum är ett konstmuseum i Vejen i Danmark som visar verk av skulptören Niels Hansen Jacobsen och dansk symbolistisk konst från slutet av 1800-talet. I samlingarna finns också verk av tecknaren Ingrid Vang Nyman som 
bland annat illustrerade böckerna om Pippi Långstrump. Framför museet står fontänen Troldespringvandet med Jacobsens skulptur Trold der lugter Kristenblod.
Initiativet till museet togs av den lokala konstföreningen år 1905. Det  ritades av byggmästare Niels Ebbesen Grue och invigdes våren 1924. Museet har utökats flera gånger, bland annat år 1938 då  Jacobsens ateljé flyttades till museet sten för sten och byggdes ihop med den södra flygeln. Konstnären donerade en stor del av sina verk till museet och arbetade i ateljén fram till sin död.
Trädgården framför museet utökades  år 2012 och år 2022 ökades 
utställningsytan till det dubbla och  ett nytt magasin invigdes. Nybygget finansierades av kommunen och 
A.P. Møller og Hustru Chastine Mc-Kinney Mærsk Møllers Fond til almene Formaal.